# Julia Schlecht
Julia Schlecht (* 16. März 1980 in Herdecke) ist eine ehemalige deutsche Volleyball-Nationalspielerin.  

## Karriere
Julia Schlecht begann mit dem Volleyball 1990 beim RC Sorpesee. Später spielte sie beim Bundesligisten VC Schwerte, mit dem sie 1998 den DVV-Pokal gewann. Nach einem Auslandsaufenthalt in der University of Rhode Island kehrte die Zuspielerin 2001 in die Bundesliga zurück und spielte bis 2008 bei Bayer Leverkusen.
Julia Schlecht absolvierte 111 Länderspiele in der deutschen Nationalmannschaft. Höhepunkte waren hier der dritte Platz beim Grand Prix 2002 in Asien, die Bronzemedaille bei der Europameisterschaft 2003 in Ankara und die Teilnahme an den Olympischen Spielen 2004 in Athen.